# Наварро, Альваро
Альваро Дамиан Наварро Бика (исп. Álvaro Damián Navarro Bica; род. 28 января 1985[…], Такуарембо) — уругвайский футболист, нападающий; тренер.

## Биография
Наварро начал карьеру в клубе «Дефенсор Спортинг». В 2002 году он дебютировал в уругвайской Примере. 15 декабря 2003 года в поединке против «Данубио» Альваро забил свой первый гол за «Дефенсор». Первые четыре сезона Наварро был футболистом ротации, но затем завоевал место в основе. В 2008 году Альварро помог команде выиграть чемпионат. В 2010 году он перешёл в аргентинский «Химнасия Ла-Плата». Сумма трансфера составила 180 тыс. долларов. 6 февраля в матче против «Велес Сарсфилд» Наварро дебютировал в аргентинской Примере. 15 мая в поединке против «Атлетико Тукуман» он забил свой первый гол за «Химнасию». В начале 2011 года Алваро присоединился к «Годой-Крус». 22 февраля в матче против «Сан-Лоренсо» он дебютировал за новый клуб. 25 февраля в поединке против «Олимпо» Наварро забил свой первый гол за «Годой-Крус».
Летом 2012 года он вернулся в «Дефенсор Спортинг». Отыграв полгода Альваро на правах аренды перешёл в чилийский «Кобресаль». 17 февраля в матче против «Рейнджерс» он дебютировал за чилийской Примере. 14 апреля в поединке против «Сантьяго Уондерерс» Наварро забил свой первый гол за «Кобресаль».
Летом 2014 года он на правах аренды присоединился к эквадорскому «Ольмедо». 10 августа в матче против «Эмелека» Альваро дебютировал в эквадорской Серии A. 21 сентября в поединке против ЛДУ Кито Наварро забил свой первый гол за «Ольмедо». По итогам сезоне команда вылетела во второй дивизион, но Альваро остался в клубе. Летом 2015 года он в третий раз отправился в аренду, его новой командой стал бразильский «Ботафого». 29 июля в матче против «Крисиумы» Альваро дебютировал в бразильской Серии B. 12 августа в поединке против АБС Наварро сделал «дубль», забив свои первые голы за «Ботафого». 2 сентября в матче против «Атлетико Гоияниенсе» он сделал хет-трик. В том же году Альваро помог «Ботафого» выйти в элиту.
В начале 2016 года Наварро перешёл в мексиканскую «Пуэблу». 10 января в матче против столичной «Америки» он дебютировал в мексиканской Примере, заменив во втором тайме Матиаса Алустису. 7 февраля в поединке против «Атласа» Альваро сделал «дубль», забив свои первые голы за клуб.

## Достижения
Клубные
 «Дефенсор Спортинг»
- Чемпионат Уругвая — 2007/08